# 11:11 Maluma World Tour
11:11 World Tour fue la tercera gira mundial de conciertos del cantante colombiano Maluma en apoyo a su cuarto álbum de estudio 11:11. La gira comenzó el 9 de mayo de 2019 en Lima y, debido a la cancelación y aplazamiento de los conciertos por la pandemia de coronavirus de 2019-2020, finalizó abruptamente en marzo de 2020 en Stuttgart.
El resto de conciertos aplazados se trasladaron a 2022, pero ya formando parte de la nueva gira del cantante: Papi Juancho Tour.

## Antecedentes
Después de su recuperación por una cirugía en la rodilla. El cantante de 25 años anunció que volvería a los escenarios para el 11:11 World Tour. "Este será mi tercer tour norteamericano y llegaré con nuevas canciones y un show lleno de sorpresas", dijo el cantante de Mala Mía para una entrevista a Billboard. El tour 11:11 - que debe su nombre al último álbum de estudio del colombiano - pasará por 21 ciudades en Estados Unidos, Canadá, México y Puerto Rico. El último show de Maluma tendrá lugar en San Diego, California el 6 de septiembre. Durante dos meses, el cantante tocará en los más grandes escenarios de Estados Unidos, incluyendo el Madison Square Garden en Nueva York, el AmericanAirlines Arena en Miami y The Forum en Inglewood. Posteriormente el cantante anunciaría 20 nuevas fechas en Europa entre febrero y abril de 2020, recorriendo grandes arenas como el Olympiahalle en Múnich, el The O2 Arena en Londres y el AccorHotels Arena en París. El 12 de marzo el cantante aplaza catorce fechas de la gira por Europa por la Pandemia de Coronavirus en la zona.

## Repertorio
A continuación se expone el repertorio del concierto celebrado el pasado 22 de febrero de 2020 en el Ericsson Globe de Estocolmo.
1. Mala mía
2. Corazón
3. Vente pa' ca
4. No se me quita
5. Chantaje
6. Borró cassette
7. 11 PM
8. Sin contrato
9. Créeme
10. Laserman
11. HP
12. Que pena
13. Hola señorita
14. Maldad
15. La temperatura
16. X-Remix
17. Party animal
18. El préstamo
19. Carnaval
20. Felices los 4

## Fechas
| Fecha                     | Ciudad            | País            | Recinto                                 | Telonero/s  | Entradas vendidas | Recaudación |
| ------------------------- | ----------------- | --------------- | --------------------------------------- | ----------- | ----------------- | ----------- |
| Latinoamérica - Etapa I   |                   |                 |                                         |             |                   |             |
| 9 de mayo de 2019         | Lima              | Perú            | Parque de la Exposición                 | Leslie Shaw | —                 | —           |
| 10 de mayo de 2019        | Santiago de Chile | Chile           | Movistar Arena                          | Anitta      | 8,301 / 12,207    | $412,311    |
| 11 de mayo de 2019        | Mostazal          | Chile           | Sun Monticello                          | N/A         | 2,933 / 3,534     | $191,100    |
| 23 de mayo de 2019        | Ciudad de México  | México          | Auditorio Nacional                      | N/A         | —                 | —           |
| 25 de mayo de 2019        | Ciudad de México  | México          | Auditorio Nacional                      | N/A         | —                 | —           |
| 30 de mayo de 2019        | Guadalajara       | México          | Auditorio Telmex                        | N/A         | —                 | —           |
| 31 de mayo de 2019        | Querétaro         | México          | Plaza de Toros de Querétaro             | N/A         |                   |             |
| 1 de junio de 2019        | Morelia           | México          | Estadio de Béisbol Francisco Villa      | N/A         |                   |             |
| 6 de junio de 2019        | Torreón           | México          | Coliseo Centenario Torreón              | N/A         |                   |             |
| 7 de junio de 2019        | Monterrey         | México          | Auditorio Citibanamex                   | N/A         |                   |             |
| Europa - Etapa II         |                   |                 |                                         |             |                   |             |
| 21 de junio de 2019       | Lisboa            | Portugal        | Altice Arena                            | N/A         |                   |             |
| 23 de junio de 2019       | Budapest          | Hungría         | Arena Deportiva de Budapest László Papp | N/A         |                   |             |
| 25 de junio de 2019       | Praga             | República Checa | Karlin Forum                            | N/A         |                   |             |
| 27 de junio de 2019       | Gdansk            | Polonia         | Arena Ergo                              | N/A         |                   |             |
| África - Etapa III        |                   |                 |                                         |             |                   |             |
| 29 de junio de 2019       | Rabat             | Marruecos       | Red City                                | Festival    | Festival          | Festival    |
| Europa - Etapa IV         |                   |                 |                                         |             |                   |             |
| 1 de julio de 2019        | Cagliari          | Italia          | Arena Fiera                             | N/A         |                   |             |
| 4 de julio de 2019        | Ibiza             | España          | Privilege                               | N/A         |                   |             |
| 6 de julio de 2019        | Gran Canaria      | España          | Gran Canaria Arena                      | N/A         |                   |             |
| 8 de julio de 2019        | Kiev              | Ucrania         | Palacio de los Deportes de Kiev         | N/A         |                   |             |
| 10 de julio de 2019       | Sofía             | Bulgaria        | Arena Armeets                           | N/A         |                   |             |
| 12 de julio de 2019       | Palafrugell       | España          | Jardines de Cap Roig                    | Festival    | Festival          | Festival    |
| 13 de julio de 2019       | Marbella          | España          | Auditorio de Marbella                   | Festival    | Festival          | Festival    |
| Latinoamérica - Etapa VI  |                   |                 |                                         |             |                   |             |
| 19 de julio de 2019       | Durango           | México          | Feria Nacional Durango 2019             | Festival    | Festival          | Festival    |
| 3 de agosto de 2019       | Medellín          | Colombia        | Feria de las Flores                     | Festival    | Festival          | Festival    |
| 8 de agosto de 2019       | Guayaquil         | Ecuador         | Estadio Monumental                      | N/A         |                   |             |
| Norteamérica - Etapa V    |                   |                 |                                         |             |                   |             |
| 6 de septiembre de 2019   | San Diego         | Estados Unidos  | Pechanga Resort & Casino                | N/A         | 7,098 / 9,419     | $737,871    |
| 7 de septiembre de 2019   | Inglewood         | Estados Unidos  | The Forum                               | N/A         | 25,364 / 25,364   | $2,920,507  |
| 8 de septiembre de 2019   | Inglewood         | Estados Unidos  | The Forum                               | N/A         | 25,364 / 25,364   | $2,920,507  |
| 12 de septiembre de 2019  | Seattle           | Estados Unidos  | WaMu Theater                            | N/A         |                   |             |
| 14 de septiembre de 2019  | Las Vegas         | Estados Unidos  | Mandalay Bay Resort and Casino          | N/A         | 6,859 / 7,742     | $834,720    |
| 15 de septiembre de 2019  | San José          | Estados Unidos  | SAP Center                              | N/A         | 11,191 / 11,191   | $1,146,314  |
| 19 de septiembre de 2019  | Laredo            | Estados Unidos  | Sames Auto Arena                        | N/A         |                   |             |
| 21 de septiembre de 2019  | Phoenix           | Estados Unidos  | Talking Stick Resort Arena              | N/A         |                   |             |
| 22 de septiembre de 2019  | El Paso           | Estados Unidos  | Don Haskins Center                      | N/A         |                   |             |
| 26 de septiembre de 2019  | Edinburg          | Estados Unidos  | Bert Ogden Arena                        | N/A         |                   |             |
| 27 de septiembre de 2019  | Houston           | Estados Unidos  | Toyota Center                           | N/A         |                   |             |
| 28 de septiembre de 2019  | San Antonio       | Estados Unidos  | AT&T Center                             | N/A         | 9,846 / 9,846     | $973,302    |
| 29 de septiembre de 2019  | Dallas            | Estados Unidos  | American Airlines Center                | N/A         | 7,488 / 8,421     | $855,052    |
| 3 de octubre de 2019      | Boston            | Estados Unidos  | Agganis Arena                           | N/A         |                   |             |
| 4 de octubre de 2019      | Nueva York        | Estados Unidos  | Madison Square Garden                   | N/A         | 13,333 / 13,333   | $1,592,568  |
| 6 de octubre de 2019      | Brampton          | Canadá          | CAA Centre                              | N/A         |                   |             |
| 10 de octubre de 2019     | Orlando           | Estados Unidos  | Amway Center                            | N/A         | 6,016 / 6,016     | $496,710    |
| 11 de octubre de 2019     | Miami             | Estados Unidos  | AmericanAirlines Arena                  | N/A         | 13,247 / 13,247   | $1,348,811  |
| 13 de octubre de 2019     | Fairfax           | Estados Unidos  | Eaglebank Arena                         | N/A         | 6,134 / 6,134     | $565,983    |
| 18 de octubre de 2019     | Rosemont          | Estados Unidos  | Allstate Arena                          | N/A         |                   |             |
| 20 de octubre de 2019     | Denver            | Estados Unidos  | Pepsi Center                            | N/A         |                   |             |
| Latinoamérica - Etapa VI  |                   |                 |                                         |             |                   |             |
| 9 de noviembre de 2019    | San Juan          | Puerto Rico     | Coliseo de Puerto Rico                  | N/A         |                   |             |
| 28 de noviembre de 2019   | Mérida            | México          | Coliseo Yucatán                         | TBA         |                   |             |
| 30 de noviembre de 2019   | Morelia           | México          | Estadio de Béisbol Francisco Villa      | TBA         |                   |             |
| 5 de diciembre de 2019    | Monterrey         | México          | Auditorio Citibanamex                   | TBA         |                   |             |
| 7 de diciembre de 2019    | Guadalajara       | México          | Auditorio Telmex                        | TBA         |                   |             |
| 12 de diciembre de 2019   | Puebla            | México          | Auditorio Metropolitano                 | TBA         |                   |             |
| 13 de diciembre de 2019   | Ciudad de México  | México          | Auditorio Nacional                      | TBA         |                   |             |
| 14 de diciembre de 2019   | Ciudad de México  | México          | Auditorio Nacional                      | TBA         |                   |             |
| 20 de diciembre de 2019   | Santo Domingo     | Rep. Dominicana | The Paradise                            | TBA         |                   |             |
| Oriente Medio - Etapa VII |                   |                 |                                         |             |                   |             |
| 14 de febrero de 2020     | Dubái             | Emiratos Árabes | Coca-Cola Arena                         | TBA         |                   |             |
| Europa - Etapa VIII       |                   |                 |                                         |             |                   |             |
| 19 de febrero de 2020     | Helsinki          | Finlandia       | Hartwall Arena                          | TBA         |                   |             |
| 21 de febrero de 2020     | Oslo              | Noruega         | Telenor Arena                           | TBA         |                   |             |
| 22 de febrero de 2020     | Estocolmo         | Suecia          | Ericsson Globe                          | TBA         |                   |             |
| 26 de febrero de 2020     | Bratislava        | Eslovaquia      | Ondrej Nepala Arena                     | TBA         |                   |             |
| 27 de febrero de 2020     | Praga             | República Checa | Sazka Arena                             | TBA         |                   |             |
| 28 de febrero de 2020     | Cracovia          | Polonia         | Tauron Arena                            | TBA         |                   |             |
| 1 de marzo de 2020        | Liubliana         | Eslovenia       | Arena Stožice                           | TBA         |                   |             |
| 3 de marzo de 2020        | Múnich            | Alemania        | Olympiahalle                            | TBA         |                   |             |
| 5 de marzo de 2020        | Stuttgart         | Alemania        | Hanns-Martin-Schleyer-Halle             | TBA         |                   |             |

## Conciertos Cancelados
| Fecha               | Ciudad           | País         | Lugar                        | Motivo                                                             |
| ------------------- | ---------------- | ------------ | ---------------------------- | ------------------------------------------------------------------ |
| 7 de marzo de 2020  | Milán            | Italia       | Mediolanum Forum             | Trasladados al Papi Juancho Tour debido a la pandemia de Covid-19. |
| 11 de marzo de 2020 | Atenas           | Grecia       | Peace and Friendship Stadium | Trasladados al Papi Juancho Tour debido a la pandemia de Covid-19. |
| 13 de marzo de 2020 | Salónica         | Grecia       | PAOK Sports Arena            | Pandemia del Covid-19                                              |
| 14 de marzo de 2020 | Tirana           | Albania      | Mother Teresa Square         | Trasladados al Papi Juancho Tour debido a la pandemia de Covid-19. |
| 18 de marzo de 2020 | Ámsterdam        | Países Bajos | Ziggo Dome                   | Trasladados al Papi Juancho Tour debido a la pandemia de Covid-19. |
| 20 de marzo de 2020 | Zúrich           | Suiza        | Hallenstadion                | Trasladados al Papi Juancho Tour debido a la pandemia de Covid-19. |
| 21 de marzo de 2020 | Fráncfort        | Alemania     | Festhalle                    | Trasladados al Papi Juancho Tour debido a la pandemia de Covid-19. |
| 22 de marzo de 2020 | París            | Francia      | AccorHotels Arena            | Trasladados al Papi Juancho Tour debido a la pandemia de Covid-19. |
| 25 de marzo de 2020 | Esch-sur-Alzette | Luxemburgo   | Rockhal                      | Trasladados al Papi Juancho Tour debido a la pandemia de Covid-19. |
| 26 de marzo de 2020 | Amberes          | Bélgica      | Sportpaleis                  | Trasladados al Papi Juancho Tour debido a la pandemia de Covid-19. |
| 28 de marzo de 2020 | Barcelona        | España       | Palau Sant Jordi             | Trasladados al Papi Juancho Tour debido a la pandemia de Covid-19. |
| 29 de marzo de 2020 | Madrid           | España       | WiZink Center                | Trasladados al Papi Juancho Tour debido a la pandemia de Covid-19. |
| 2 de abril de 2020  | Londres          | Reino Unido  | The O2 Arena                 | Trasladados al Papi Juancho Tour debido a la pandemia de Covid-19. |
| 4 de abril de 2020  | Estambul         | Turquía      | Ülker Sports Arena           | Pandemia del Covid-19                                              |